# Orange Applications for Business
Orange Applications for Business est l'entreprise de services du numérique d'Orange Business spécialisée dans trois domaines : l’expérience client, la collecte et traitement des données en temps réel et les objets connectés.

## Présentation
Orange Applications for Business est l’entité d’Orange Business Services spécialisée dans l’intégration de systèmes et la fourniture de services applicatifs sur mesure ou en mode SaaS. Elle s’est spécialisée dans les domaines suivants, : 
- les objets communicants ;
- l’expérience client ;
- les big data et l'analytique.

## Historique
À sa création le 1er juillet 2014, Orange Applications for Business a regroupé les équipes et les expertises de cinq entités d’Orange Business Services (IT&Labs, FIME, Data & Mobiles International, Multimédia Business Services et Alsy Development) ainsi que les unités d’affaires destinées à la gestion de la relation client, à la gestion des projets verticaux et au Fleet Management[Quoi ?].
En avril 2015, Orange Applications for Business a fait l’acquisition de la société OCEAN spécialisée dans la géolocalisation et la gestion de flotte de véhicules.
En 2018, les sociétés acquises, Enovacom, éditeur leader en interopérabilité et sécurité des SI hospitaliers et le groupe Business & Decisions intègrent Orange Applications for Business[réf. nécessaire].
Au 1er janvier 2019, les filiales Orange Applications for Business, Orange Healthcare et OCEAN deviennent des directions de la structure juridique Orange Business Services SA.
le 1er juillet 2019, le domaine Digital & Data est créé et regroupe les activités des entités :
- Digital for Business ;
- Business et Décisions ;
- Orange Healthcare[5] et Enovacom.